# Ashley (West Hampshire)
Pour les articles homonymes, voir Ashley.
Ashley est un village situé au sud-ouest du Hampshire, en Angleterre. Il se trouve à la périphérie est de New Milton dans le  district de New Forest et se trouve à trois kilomètres (3 km) du bras de mer Solent. 

## Toponymie
Le nom Ashley signifie « bois de frêne / dégagement ».

## Histoire

### Préhistoire

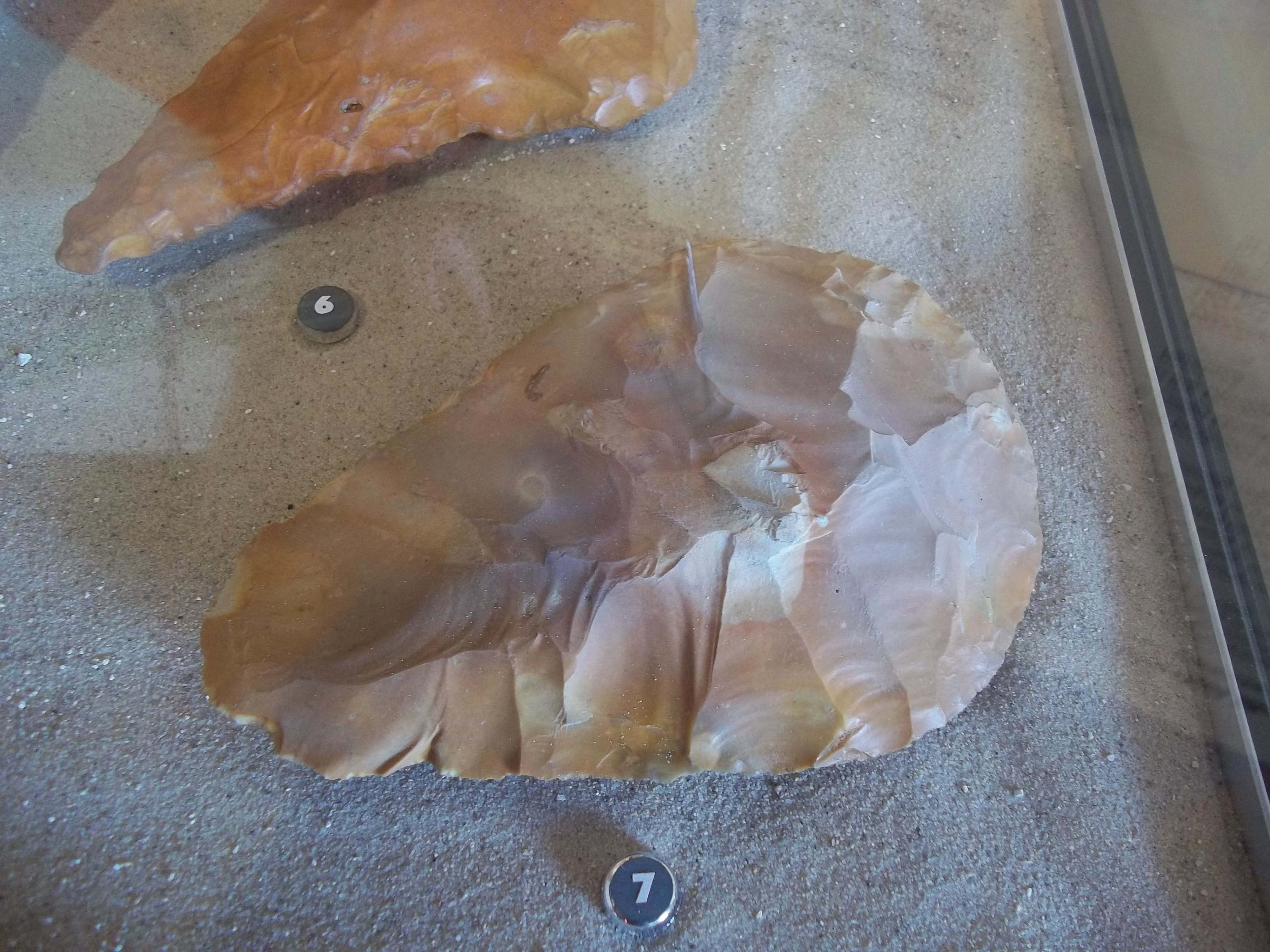
Hache de l'âge de la pierre trouvée à Ashley, exposée au Musée de la Maison Rouge ((en) Red House Museum).

La région d'Ashley est habitée depuis des milliers d'années. Deux  haches paléolithiques ont été découverts dans les gravières d'Ashley et se trouvent maintenant dans le Musée de la Maison Rouge à Christchurch, dans le Dorset.
Une troisième Hache a été trouvée en 1962.

### Histoire récente
L'histoire du village remonte au Domesday Book de 1086, date à laquelle deux propriétés ont été enregistrées. 
Le Domesday Book de 1086, cite deux domaines, Esselie et Esselei. Le premier a été possédé par « Nigel le médecin » de Roger de Montgomerie, 1er comte de Shrewsbury . Avant 1066, il était détenu par Saewulf.
L'autre domaine était en 1086 tenu par les fils de Godric Malf, qui l'avait lui-même détenu du roi avant 1066.
Ashley était probablement inclus dans la concession de Christchurch faite par  Henry I à Richard de Redvers, parce que son successeur, le comte William, vers 1200 environ, a concédé une succession en mariage libre à Hawise, épouse de William Avenel. Elle l'a donné à son fils Nicolas, à la mort duquel il est allé à son fils William Avenel. Il l'a tenu comme le manoir d'Ashley, et quand il est mort sans enfants en 1253 il est passé à la couronne.
Il a été accordé l'année suivante à Thomas Waleran en reconnaissance du bon service rendu en Gascogne, mais en 1263 il était de nouveau aux mains du seigneur de Christchurch, car Baldwin de Redvers, 7ème comte de Devon est mort en sa possession cette année-là. 
Au début du XIVe siècle, Reginald de Bettesthorne avait des terres à Ashley qui produisaient 5 shillings par an.
Au XVe siècle, une grande partie d'Ashley a fusionné avec un manoir voisin et le domaine est devenu connu sous le nom d'Ashley Arnewood. En tant que village, Ashley a commencé à se développer au XIXe siècle quand une église et une école ont été construites. La majeure partie du village actuel a été construite au XXe siècle et aujourd'hui, Ashley est en réalité une banlieue de New Milton.